# Aphanolejeunea winkleri
Aphanolejeunea winkleri là một loài Rêu trong họ Lejeuneaceae. Loài này được M. I. Morales Z. & A. Lücking mô tả khoa học đầu tiên năm 1995.